# Blauwe zones

Levensstijl van de bevolking in drie blauwe zones weergegeven in een venndiagram.

Blauwe zones zijn afgebakende gebieden waarvan de bevolking een specifieke levensstijl en leefomgeving deelt en waar de mensen hoge leeftijden bereiken. Het concept ontstond uit het demografische werk van Gianni Pes en Michel Poulain naar regionale concentratie van honderdjarigen op Sardinië, waarin zij vijf Blauwe zones beschreven.
Onderzoek door Saul Newman heeft het fenomeen ontkracht.
Het hoge aantal ouderen bleek deels te verklaren door pensioenfraude, geen of slechte registratie van geboorten, en fouten in bevolkingsgegevens.
In Costa Rica kent 40% van de 99-plussers de eigen leeftijd niet.
Uit onderzoek van de Japanse overheid uit 2010 bleek dat 82% procent van 100-plussers in Japan al dood was, waaronder de oudste van het land, wiens lijk door zijn dochter was verborgen waarna zij 30 jaar lang zijn pensioen opstreek.
In Italië werden pensioenen uitgekeerd aan tienduizenden mensen die al waren overleden.

Auteur Michel Poulain en onderzoekjournalist Dan Buettner identificeerden hotspots van lange levensduur in de wereld. In populair-wetenschappelijke boeken besprak Buettner zeven zones:
- Sardinië, Italië (vooral Ogliastra en Barbagia di Seùlo)
- Acciaroli, Italië
- de eilanden van Okinawa, Japan
- een gemeenschap van zevendedagsadventisten te Loma Linda, Californië
- Nicoyaschiereiland, Costa Rica
- het eiland Ikaria, Griekenland
- Öland, Zuid-Småland en Noord-Oost-Skåne, Zweden

Als mogelijke verklaring wordt gewezen op het geïsoleerde karakter van veel blauwe zones, wat bevorderlijk was voor het behoud van een traditionele levensstijl met veel fysieke activiteit, hechte sociale banden en lokaal geproduceerde voeding. Tegelijk zou een delicaat evenwicht ook de voordelen van de moderniteit beschikbaar hebben gemaakt (welvaart, medische zorg).

## Trivia
De term "blauwe zone" is afkomstig van het feit dat professor emeritus Michel Poulain de verschillende gebieden op een kaart markeerde met een blauwe balpen.